# 沃特蓋特 (佛羅里達州)
沃特蓋特（英語：Watergate）是位於美國佛羅里達州棕櫚灘縣的一個人口普查指定地區。

## 地理
沃特蓋特的座標為26°20′09″N 80°12′45″W / 26.33583°N 80.21250°W，而該地最高點為海拔高度4米（即13英尺）。

## 人口
根據2010年美國人口普查的數據，沃特蓋特的面積為1.06平方千米，當中陸地面積為1.06平方千米，而水域面積為0.00平方千米。當地共有人口2942人，而人口密度為每平方千米2,775人。